# Wiesencenter
Das Wiesencenter, ehemals Schillerpassage, ist ein Einkaufszentrum in der kreisfreien Stadt Jena in Thüringen. Es befindet sich im Stadtteil Jena-Zentrum an der Saale. Unter dem Namen Schillerpassage bestand das Einkaufszentrum von 1994 bis 2013. Es wurde 2021 unter dem Namen Wiesencenter neu eröffnet.

## Geschichte

### Als Schillerpassage
Die Schillerpassage wurde 1993 von Reinhard Stieler errichtet, der bereits seit 1990 ein Autohaus in Jena betrieben hatte. Auf dem Grundstück wurden weiterhin ein Autohaus und eine Elf-Tankstelle errichtet.
Die Tankstelle wurde am 3. Mai 1993 eröffnet.
Im Dezember 1994 wurde die Schillerpassage eröffnet, als erstes großes Einkaufszentrum in Jena nach dem Mauerfall, noch vor der Goethe Galerie und dem Burgaupark. Der Name war nach einer Umfrage unter rund 100 Jenaern ausgewählt worden, wurde von der Stadt Jena jedoch nicht gern gesehen. Die Stadträte bezeichneten die Benennung nach Friedrich Schiller als „Beleidigung und Akt der Instinktlosigkeit“.
1996 hatte das Einkaufszentrum 7.500 m² Verkaufsfläche. Die Ankermieter waren Aldi, Interspar und MediMax. Im gleichen Jahr wurden Pläne, im Einkaufszentrum ein Großkino, eine Diskothek und eine Sauna zu errichten, von der Stadt abgelehnt.
Nach der Übernahme von Interspar durch Wal-Mart befand sich ab 1999 in der Schillerpassage auf 6.000 m² Fläche dessen einzige Thüringer Filiale.
Im Dezember 2000 eröffnete die Sparkasse Jena-Saale-Holzland einen S-Shop im Einkaufszentrum.
Anfang 2001 standen bereits viele Ladenflächen leer. Im Juni desselben Jahres wurde ein Antrag vor dem Jenaer Stadtentwicklungsausschuss gestellt, die Schillerpassage durch Überbauung der auf dem Grundstück befindlichen Tankstelle um etwa 6.000 m² zu erweitern. Im November wurde der Antrag abgelehnt.
2006 verkaufte Wal-Mart sein Deutschland-Geschäft an die Metro AG. Anfang 2007 wurde mitgeteilt, dass die Filiale von Wal-Mart nicht in Real umgewandelt, sondern geschlossen wird, da für diese keine wirtschaftlichen Perspektiven gesehen wurden. Als Datum für die geplante Schließung wurde der 30. Juni 2007 genannt. Kurz vor der geplanten Schließung wurde angekündigt, dass die Filiale doch auf Real umgeflaggt und bis auf Weiteres weiterbetrieben werde. Ende 2008 kündigte Real an, einen neuen Betreiber für den Supermarkt zu suchen. Sollte diese Suche keinen Erfolg haben, wurde eine Schließung jedoch nicht ausgeschlossen.
Im Juni 2012 schloss Aldi seine Filiale im Einkaufszentrum. Im Juli 2012 kündigte Real die Schließung seiner Filiale für Ende 2013 an. Der Standort war nach Angaben des Unternehmens „klinisch tot“. Zum gleichen Zeitpunkt kündigte der Betreiber der MediMax-Filiale seine Pläne an, die Verkaufsfläche von ProMarkt im Burgaupark zu übernehmen, dessen Schließung für August 2012 geplant war. Im Burgaupark wurde eine Filiale eröffnet, die Filiale in der Schillerpassage jedoch zunächst weiterbetrieben. Wegen der angekündigten Schließung der Real-Filiale wurde die MediMax-Filiale Ende Juni 2013 geschlossen. Die Real-Filiale schloss am 9. Dezember 2013.

### Nutzung als Parkhaus
Gegenüber der Ostthüringer Zeitung erklärte der Eigentümer Reinhard Stieler Ende Mai 2013, dass zwei Ingenieurbüros mit der Erarbeitung für einen Umbau und eine Neugestaltung des Einkaufszentrums beschäftigt sind. Bereits Anfang 2014 sollte mit konkreten Arbeiten begonnen werden. Es sollte weiterhin Handel auf zwei Etagen geben und es gäbe weiterhin potenzielle Mieter.
Dennoch wurde das Gebäude ab Ende 2013 nur noch als Parkhaus genutzt.
Das auf dem Grundstück befindliche Autohaus des Eigentümers wurde 2016 von der König-Gruppe übernommen.

### Als Wiesencenter
2015 wurde die Globus Development GmbH bereits im Zusammenhang mit einer Revitalisierung der Schillerpassage genannt.
2019 wurden Pläne der Globus Development GmbH bekannt, die Schillerpassage wiederzubeleben. Als Name wurde in einer Präsentation auf deren Website Wiesencenter angegeben, jedoch kurze Zeit später wieder entfernt.
Im Dezember 2019 wurde von der Stadt eine Baugenehmigung für den Umbau gegeben. Eine bayerische Fondsgesellschaft hatte die Schillerpassage an die Wiener BOP Immoholding GmbH verkauft.
2020 begannen Abrissarbeiten am Einkaufszentrum. Dabei wurde auch die angrenzende, zuletzt unter der Marke Total betriebene Tankstelle geschlossen und abgerissen, um Platz für ebenerdige Parkplätze zu schaffen. Kurz danach wurde bekannt, dass Decathlon und Edeka Ankermieter im Wiesencenter genannten Einkaufszentrum werden sollen und das Zentrum im Herbst 2021 eröffnen soll.
Der Innenausbau begann im August 2021.
Am 25. November 2021 wurde das Wiesencenter planmäßig eröffnet. Ankermieter des neuen Einkaufszentrums sind Decathlon, Edeka Nordbayern-Sachsen-Thüringen, Gold’s Gym und Rossmann. Das Einkaufszentrum hat sieben Mietflächen.

## Galerie

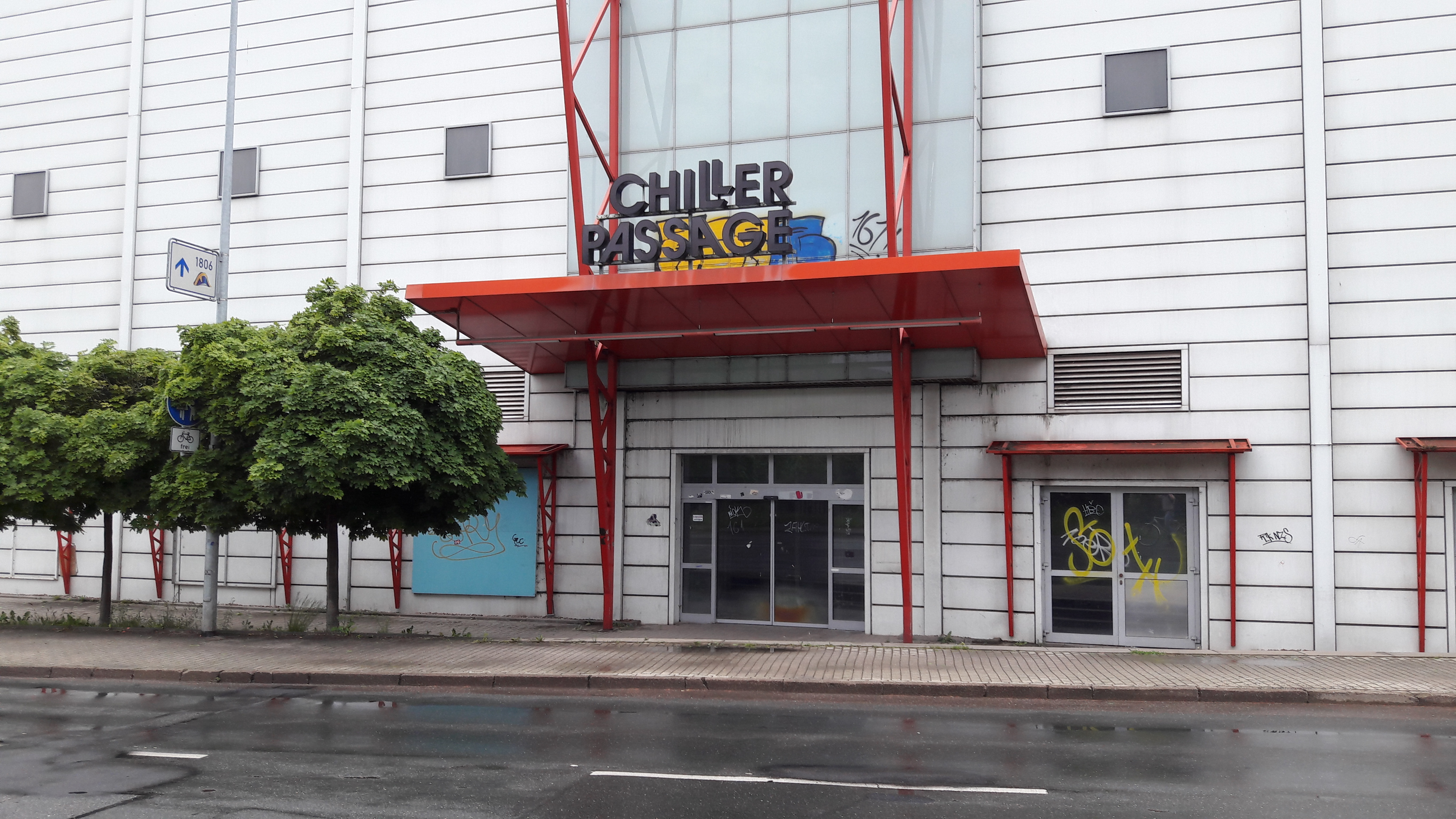
Ostseite (2017)
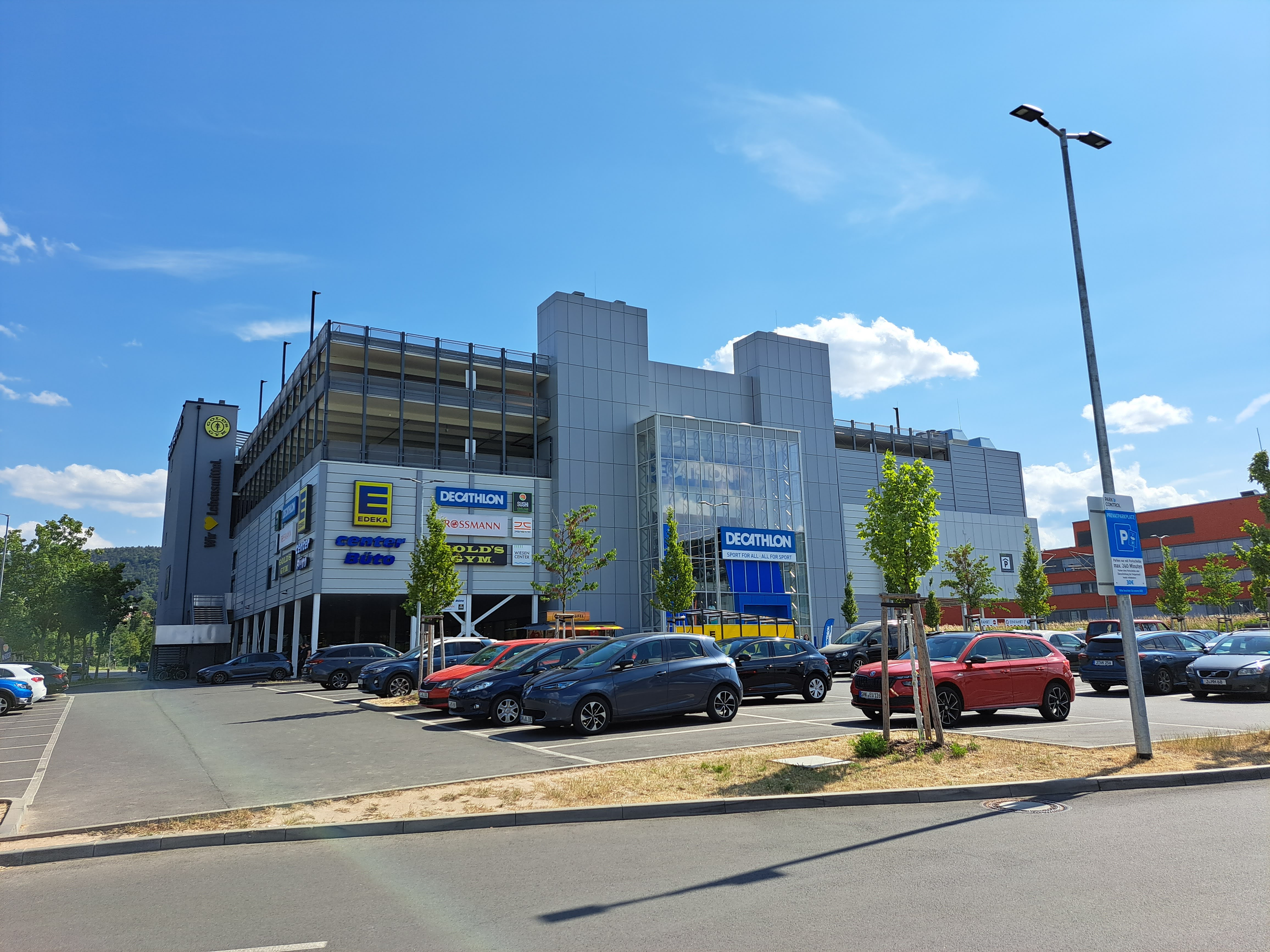
Nordseite (2023)
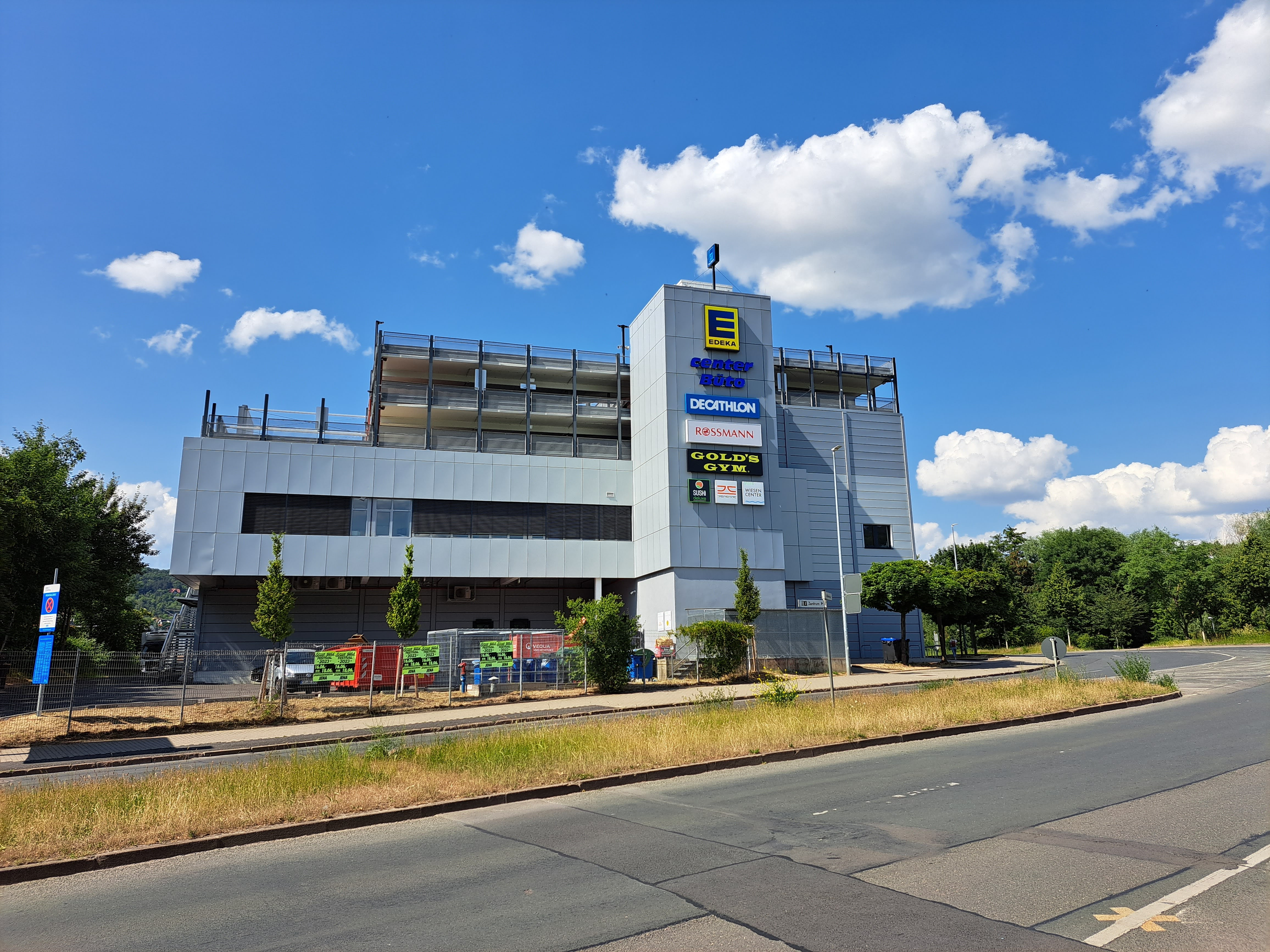
Südseite (2023)
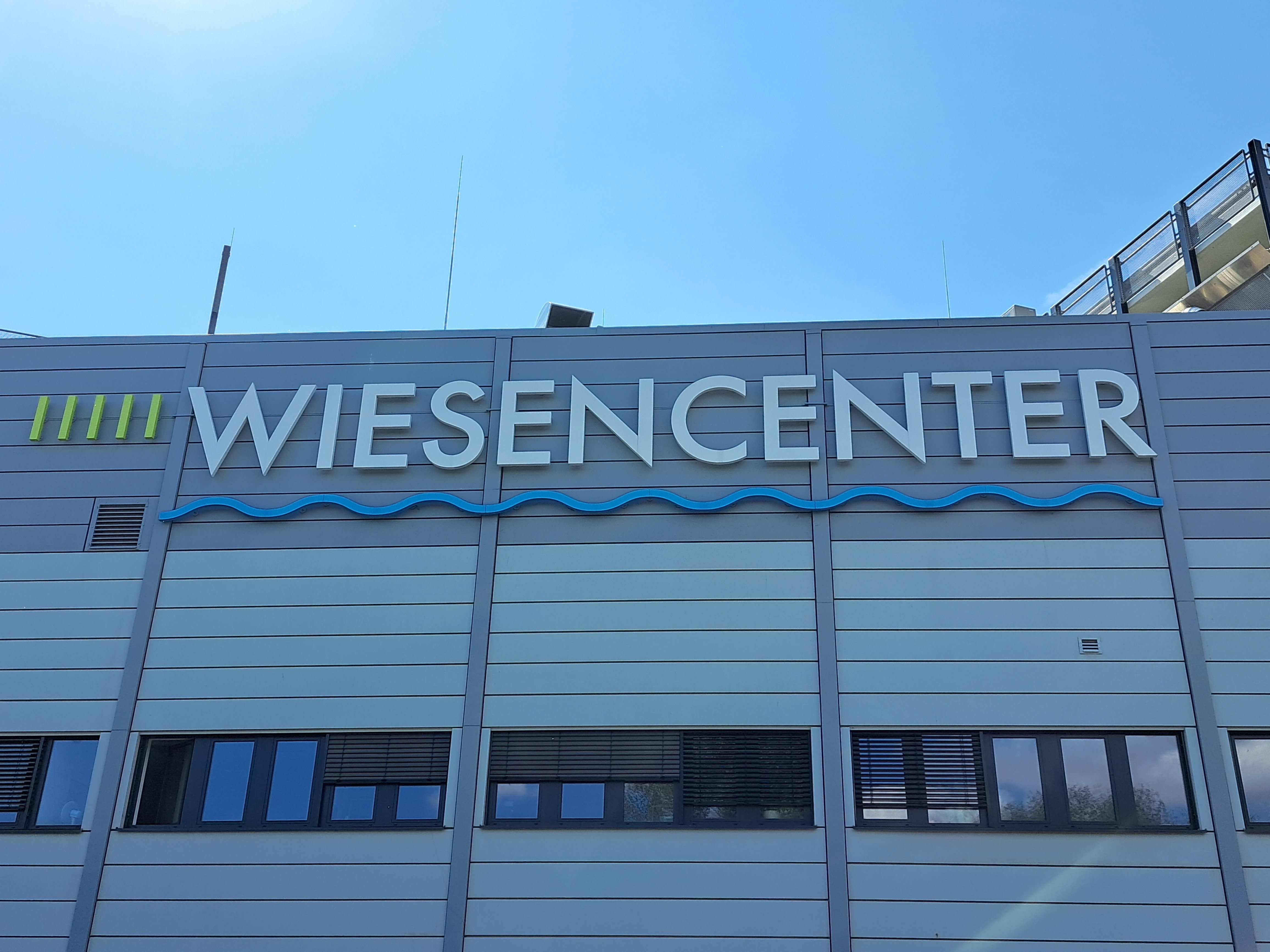
Detail Logo (2023)
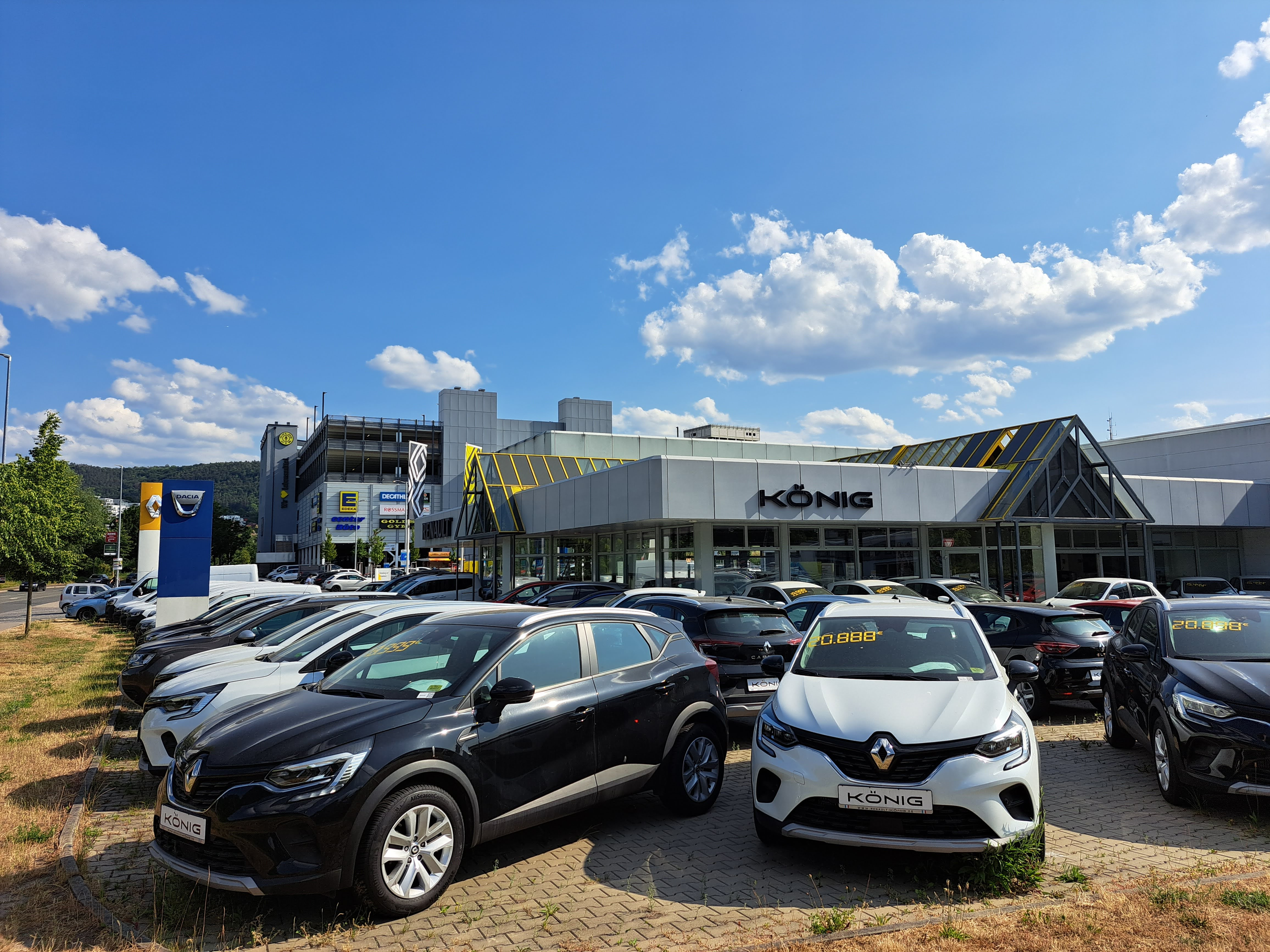
Autohaus, ehemals Stieler (2023)

## Referenzen
1. 1 2  Das Wiesencenter ist die Zukunft der Schiller-Passage. Wiesencenter Jena, 25. November 2021, abgerufen am 11. Juni 2023.
2. 1 2 3 4 5  Thomas Beier: Vorerst nur noch ein Parkhaus. In: Ostthüringer Zeitung. 10. Dezember 2013, S. OAJE4.
3. 1 2 3 4 5  Johannes Kluger: Eröffnet: Das Wiesencenter lädt seit heute wieder zum Einkaufen ein. In: JenaTV. 25. November 2021, abgerufen am 11. Juni 2023.
4. 1 2  Die Erfolgsgeschichte eines Autohauses: Die Stieler GmbH gibt 150 Menschen Arbeit. In: Ostthüringer Zeitung. 28. Oktober 2003.
5. ↑  Johannes Pfuch: Ausgezapft: Tankstelle in Jena muss Parkplatz weichen. In: Jenaer Nachrichten. 29. Juni 2020, abgerufen am 12. Juni 2023.
6. 1 2 3 4  Lutz Prager: Real schließt 2013 in der Schillerpassage. In: Ostthüringer Zeitung. 19. Juli 2012, S. OAJE1.
7. 1 2 3 4 5 6  Lutz Prager: Elektronikmarkt verlässt Schillerpassage. In: Ostthüringer Zeitung. 29. Mai 2013, S. OAJE1.
8. 1 2  Dirk Dietz: Traum vom klassischen Höhenflug: Goethe-Galerie soll eine Revitalisierung der Jenaer City bringen. In: Lebensmittel Zeitung. Nr. 18, 3. Mai 1996, S. 42.
9. 1 2  Thomas Stridde: Schillerpassage wird wiederbelebt: Ewig leerstehender Konsumtempel vorm Umbau: Sportartikel- und Lebensmittelhändler als mutmaßliche Nutzer. In: Ostthüringer Zeitung. 20. Mai 2019, S. OAJE_1.
10. ↑  Karsten Jauch: Mit Niedrigpreisen und eigener Philosophie will der Wal-Mart-Konzern auch die Thüringer locken. In: Thüringer Allgemeine. 13. Januar 2000.
11. ↑  Erster S-Shop für Jena: Sparkasse mit neuem Konzept in der Schillerpassage. In: Thüringische Landeszeitung. 4. Dezember 2000.
12. ↑  Thomas Bernst: Statt Ware Papier im Schaufenster: Schillerpassage: Verbliebene Händler machen sich Sorgen. In: Thüringer Landeszeitung. 9. Februar 2001.
13. 1 2  Frank Döbert: Die bauliche Erweiterung der Schillerpassage abgelehnt: Ausschuss spricht sich gegen eine Überbauung der Tankstelle aus. In: Ostthüringer Zeitung. 27. November 2001.
14. ↑  Lioba Knipping: 100 Mitarbeiter auf der Straße? Wal-Mart verkauft Filiale an Metro AG. In: Thüringische Landeszeitung. 29. Juli 2006.
15. ↑  Wal-Mart schließt in Jenas Schillerpassage: Keine wirtschaftlichen Perspektiven mehr. In: Ostthüringer Zeitung. 6. Januar 2007.
16. ↑  Schillerpassage steht vor ungewisser Zukunft: Kein Nachmieter für Wal-Mart in Sicht. In: Ostthüringer Zeitung. 31. Januar 2007.
17. ↑  Michael Groß: Aus Wal-Mart wird Real: Supermarkt in Schillerpassage bleibt erhalten: Mitarbeiter werden übernommen. In: Ostthüringer Zeitung. 27. Juni 2007.
18. 1 2  Thomas Beier: Real setzt in Jena den Rotstift an: Schillerpassage: Betreiber für Supermarkt gesucht. In: Thüringische Landeszeitung. 2. Dezember 2008.
19. ↑  "Dienstälteste Verkaufsstelle geschlossen!": Den ALDI-Discountmarkt in der Jenaer "Schillerpassage" gibt es nicht mehr. In: LICHTSTADT.NEWS. 18. Juni 2012, abgerufen am 12. Juni 2023.
20. ↑  „Die Randfichten“ zur Autohaus-Eröffnung in Jena. In: Ostthüringer Zeitung. 11. März 2016, S. OAJE1.
21. ↑  Einigkeit in Hof: Endlich schöner einkaufen. In: Immobilien Zeitung. Nr. 17, 30. April 2015, S. 17.
22. 1 2  Thorsten Büker: Schweigen in Buttenheim. In: Thüringische Landeszeitung. 1. August 2019, S. ZAJE_1.
23. ↑  Schillerpassage kann umgebaut werden: Läden für Lebensmittel und Sport im Gespräch. In: Ostthüringer Zeitung. 6. Dezember 2019, S. 14.
24. 1 2  Thomas Stridde: Schillerpassage ganz neu als Wiesencenter: Zehn Jahre stand das Gebäude leer: Eröffnung ist nach dem Umbau im Herbst 2021 geplant. In: Ostthüringer Zeitung. 23. Juli 2020, S. 15.
25. 1 2  Wiesencenter öffnet am 25. November. In: Ostthüringer Zeitung. 21. Juli 2021, S. 1.
26. ↑  Thomas Stridde: Total-Tankstelle schließt nach 25 Jahren: Einer der künftigen Nutzer der Schiller-Passage benötigt ebenerdige Parkplätze. In: Ostthüringer Zeitung. 30. Juni 2020, S. 13.
27. ↑  Das Ende der Stieler-Ära: Renault-Autohaus und Schillerpassage aufgegeben, Total-Tankstelle geschlossen. In: JENAhoch2. 4. Juli 2020, abgerufen am 12. Juni 2023.
28. ↑  Decathlon kommt in die Schiller-Passage. In: Ostthüringer Zeitung. 3. Juli 2020, S. 13.
29. 1 2  Jena - Wiesencenter. MEC METRO-ECE Centermanagement, abgerufen am 11. Juni 2023.